# 南相馬チャンネル
南相馬チャンネル（みなみそうまチャンネル）は、福島県南相馬市がその一部地域を業務区域として行う地上一般放送である。

## 概要
ホワイトスペースを利用して実施するエリア放送である。
南相馬市が東北地方太平洋沖地震（東日本大震災）で大きな被害を受けた市民に対し、フルセグおよびワンセグ放送を通じて地域情報を送ることにより地域の復興を支援することを目的として開始した。被災地向けのテレビ放送局が開局するのは日本初である。市の行事や生活情報、復興状況を取材するとともに市の広報や市内の放射線モニタリング情報のデータ放送もしている。

## 諸元
市内に地上一般放送局42局が設置されている。
| 免許人   | 局名                           | 呼出符号     | 物理ch | 周波数        | 空中線電力 | ERP   | 業務区域     |
| -------- | ------------------------------ | ------------ | ------ | ------------- | ---------- | ----- | ------------ |
| 南相馬市 | 南相馬市栃窪エリア放送         | JOXZ2AC-AREA | 52ch   | 707.142857MHz | 69mW       | 50mW  | 鹿島区の一部 |
| 南相馬市 | 南相馬市上真野エリア放送       | JOXZ2AD-AREA | 52ch   | 707.142857MHz | 69mW       | 50mW  | 鹿島区の一部 |
| 南相馬市 | 南相馬市岡和田エリア放送       | JOXZ2AE-AREA | 52ch   | 707.142857MHz | 28mW       | 20mW  | 鹿島区の一部 |
| 南相馬市 | 南相馬市西町エリア放送         | JOXZ2AF-AREA | 52ch   | 707.142857MHz | 55mW       | 40mW  | 鹿島区の一部 |
| 南相馬市 | 南相馬市西町さくらホール放送   | JOXZ2AG-AREA | 52ch   | 707.142857MHz | 61mW       | 100mW | 鹿島区の一部 |
| 南相馬市 | 南相馬市上寺内エリア放送       | JOXZ2AH-AREA | 52ch   | 707.142857MHz | 61mW       | 100mW | 鹿島区の一部 |
| 南相馬市 | 南相馬市西部コミセンエリア放送 | JOXZ2AI-AREA | 52ch   | 707.142857MHz | 61mW       | 100mW | 鹿島区の一部 |
| 南相馬市 | 南相馬市小池エリア放送         | JOXZ2AJ-AREA | 52ch   | 707.142857MHz | 50mW       | 40mW  | 鹿島区の一部 |
| 南相馬市 | 南相馬市真野小前エリア放送     | JOXZ2AK-AREA | 52ch   | 707.142857MHz | 110mW      | 80mW  | 鹿島区の一部 |
| 南相馬市 | 南相馬市大原エリア放送         | JOXZ2AL-AREA | 52ch   | 707.142857MHz | 50mW       | 50mW  | 原町区の一部 |
| 南相馬市 | 南相馬市石神一小エリア放送     | JOXZ2AM-AREA | 52ch   | 707.142857MHz | 50mW       | 50mW  | 原町区の一部 |
| 南相馬市 | 南相馬市石神中エリア放送       | JOXZ2AN-AREA | 52ch   | 707.142857MHz | 61mW       | 100mW | 原町区の一部 |
| 南相馬市 | 南相馬市市役所エリア放送       | JOXZ2AO-AREA | 52ch   | 707.142857MHz | 50mW       | 50mW  | 原町区の一部 |
| 南相馬市 | 南相馬市原町二中エリア放送     | JOXZ2AP-AREA | 52ch   | 707.142857MHz | 50mW       | 50mW  | 原町区の一部 |
| 南相馬市 | 南相馬市雲雀ヶ原エリア放送     | JOXZ2AQ-AREA | 52ch   | 707.142857MHz | 110mW      | 80mW  | 原町区の一部 |
| 南相馬市 | 南相馬市馬場エリア放送         | JOXZ2AR-AREA | 52ch   | 707.142857MHz | 50mW       | 50mW  | 原町区の一部 |
| 南相馬市 | 南相馬市太田小エリア放送       | JOXZ2AS-AREA | 52ch   | 707.142857MHz | 110mW      | 80mW  | 原町区の一部 |
| 南相馬市 | 南相馬市小高区役所エリア放送   | JOXZ2CP-AREA | 52ch   | 707.142857MHz | 50mW       | 50mW  | 小高区の一部 |
| 南相馬市 | 南相馬市北新田エリア放送       | JOXZ2CQ-AREA | 52ch   | 707.142857MHz | 50mW       | 50mW  | 小高区の一部 |
| 南相馬市 | 南相馬市ゆめはっとエリア放送   | JOXZ2CR-AREA | 52ch   | 707.142857MHz | 96mW       | 100mW | 小高区の一部 |
| 南相馬市 | 南相馬市総合病院エリア放送     | JOXZ2CS-AREA | 52ch   | 707.142857MHz | 96mW       | 100mW | 小高区の一部 |
| 南相馬市 | 南相馬市日の出町エリア放送     | JOXZ2CT-AREA | 52ch   | 707.142857MHz | 25mW       | 47mW  | 小高区の一部 |
| 南相馬市 | 南相馬市高松ホームエリア放送   | JOXZ2CU-AREA | 52ch   | 707.142857MHz | 50mW       | 31mW  | 小高区の一部 |
| 南相馬市 | 南相馬市雫エリア放送           | JOXZ2CV-AREA | 52ch   | 707.142857MHz | 50mW       | 50mW  | 原町区の一部 |
| 南相馬市 | 南相馬市飯崎エリア放送         | JOXZ2DA-AREA | 52ch   | 707.142857MHz | 50mW       | 50mW  | 小高区の一部 |
| 南相馬市 | 南相馬市小高中エリア放送       | JOXZ2DB-AREA | 52ch   | 707.142857MHz | 50mW       | 50mW  | 小高区の一部 |
| 南相馬市 | 南相馬市大井エリア放送         | JOXZ2DC-AREA | 52ch   | 707.142857MHz | 50mW       | 50mW  | 小高区の一部 |
| 南相馬市 | 南相馬市江井エリア放送         | JOXZ2DD-AREA | 52ch   | 707.142857MHz | 50mW       | 50mW  | 原町区の一部 |
| 南相馬市 | 南相馬市高エリア放送           | JOXZ2DE-AREA | 52ch   | 707.142857MHz | 50mW       | 50mW  | 原町区の一部 |
| 南相馬市 | 南相馬市上北高平エリア放送     | JOXZ2DI-AREA | 52ch   | 707.142857MHz | 25mW       | 47mW  | 原町区の一部 |
| 南相馬市 |                                | JOXZ2DJ-AREA | 52ch   | 707.142857MHz | 50mW       | 42mW  | 原町区の一部 |
| 南相馬市 | 南相馬市原町三小エリア放送     | JOXZ2DK-AREA | 52ch   | 707.142857MHz | 50mW       | 50mW  | 原町区の一部 |
| 南相馬市 | 南相馬市石神二小エリア放送     | JOXZ2DL-AREA | 52ch   | 707.142857MHz | 50mW       | 50mW  | 原町区の一部 |
| 南相馬市 | 南相馬市欠下エリア放送         | JOXZ2DM-AREA | 52ch   | 707.142857MHz | 50mW       | 42mW  | 原町区の一部 |
| 南相馬市 |                                | JOXZ2DV-AREA | 52ch   | 707.142857MHz | 50mW       | 40mW  |              |
| 南相馬市 |                                | JOXZ2DW-AREA | 52ch   | 707.142857MHz | 50mW       | 42mW  |              |
| 南相馬市 |                                | JOXZ2DX-AREA | 52ch   | 707.142857MHz | 50mW       | 40mW  |              |
| 南相馬市 |                                | JOXZ2DY-AREA | 52ch   | 707.142857MHz | 50mW       | 33mW  |              |
| 南相馬市 |                                | JOXZ2DZ-AREA | 52ch   | 707.142857MHz | 50mW       | 50mW  |              |
| 南相馬市 |                                | JOXZ2EA-AREA | 52ch   | 707.142857MHz | 50mW       | 42mW  |              |
| 南相馬市 |                                | JOXZ2EB-AREA | 52ch   | 707.142857MHz | 50mW       | 40mW  |              |
| 南相馬市 |                                | JOXZ2EC-AREA | 52ch   | 707.142857MHz | 50mW       | 50mW  |              |

リモコンキーIDは11。

## 沿革
2011年（平成23年）
南相馬市は、原町区の市役所と鹿島区の生涯学習センター（さくらホール）に送信機を設置して7月15日に実験試験局として免許を取得し7月20日に放送開始した。免許の有効期限は2012年7月14日までの1年間。運営はデータ放送制作支援サービスなどを展開する株式会社ヨーズマー（本社:石川県金沢市）が行う。
南相馬市の市民の多くが市外に避難しているという事情も勘案し、8月29日に北陸総合通信局が「南相馬チャンネル 北陸地域映像提供実験支援協議会」を設置し、9月1日より北陸地方に避難している市民のうち希望者に対してインターネット経由で動画配信する実験を開始した。
2012年（平成24年）
1月19日に実施された「電波利用推進＆地域情報化セミナー」の「奇跡の出会いプロジェクト 南相馬チャンネル」講演の中で、南相馬市は「本チャンネルをベースに、南相馬市以外の自治体にも対象エリアを拡大した「東日本復興チャンネル」への移行も視野に活動を拡大する」とした。
東日本大震災から1年が経過した3月11日より、株式会社アクトビラの協力を得て、日本全国へのインターネット配信を開始した。日本国外での視聴も可能である。また、15日に再免許を受け2013年3月31日まで延長された。
4月には、「東日本復興支援コンソーシアム」が設立された。同コンソーシアムには南相馬市以外に岩手県陸前高田市・宮城県女川町の2自治体が参加しており、夏頃を目処にこの2自治体でも放送を開始するとの方針をたてた。
12月には、恒久的な放送に移行するため原町区に8ヶ所、鹿島区に9ヶ所の送信機を設置し、地上一般放送局として予備免許を取得した。
2013年（平成25年）
2月13日に地上一般放送局として免許を取得、免許の有効期限は2013年3月31日まで。21日より地上一般放送事業者としての放送に移行した。市町村の地上一般放送局にフルセグとワンセグの両者が免許されたのは初である。
4月1日に17局が再免許、免許の有効期限は2018年3月31日まで。
2014年（平成26年）
2月26日に原町区に6局、小高区に1局の計7局の免許を取得、免許の有効期限は先行の17局と同じ2018年3月31日まで。
3月1日より新設局が放送を開始した。
2015年（平成27年）
南相馬ITコンソーシアム（本社:南相馬市）が携帯端末用アプリ「らくらく南相馬チャンネル」を開発、配布を開始した。
ヨーズマーは債務不履行で訴訟を起こされ札幌地方裁判所から12月に資産の保全命令を受けた。この中に南相馬市からの運営委託費も含まれていたことから経営悪化が明らかになり、南相馬市は運営委託を続けることは難しいと判断、12月末をもって契約を解除し1月からは映像制作に携わっていた有限会社フィッシュアイ（本社:東京都東大和市）が運営を引き継ぐこととなった。
2016年（平成28年）
1月末でアクトビラによる配信が終了した。
2月2日にヨーズマーは東京地方裁判所から破産手続開始の決定を受け、倒産した。
2017年（平成29年）
3月10日に小高区に3局、原町区に2局の計5局の予備免許を取得、3月22日に免許を取得した。免許の有効期限は先行の24局と同じ2018年3月31日まで。
2018年（平成30年）
3月30日に原町区に4局の免許を取得した。免許の有効期限は2022年3月31日まで。
4月1日に29局が再免許、免許の有効期限は2023年3月31日まで。
2019年（令和元年）
2月28日に鹿島区及び小高区に8局の予備免許を取得。運用開始は4月上旬を予定。
2022年（令和4年）
4月1日に5局が再免許、免許の有効期限は2027年3月31日まで。
2023年（令和5年）
4月1日に29局が再免許、免許の有効期限は2027年3月31日まで。
2024年（令和6年）
3月20日に8局が再免許、免許の有効期限は2027年3月31日まで。

## イメージキャラクター
- みゅーまくん - 身長150cm、体重70kg、年齢不明[31]。